# Svend Erik Tarp
Svend Erik Tarp  (* 6. August 1908 in Thisted; † 19. Oktober 1994 in  Kopenhagen) war ein dänischer Komponist.

## Leben

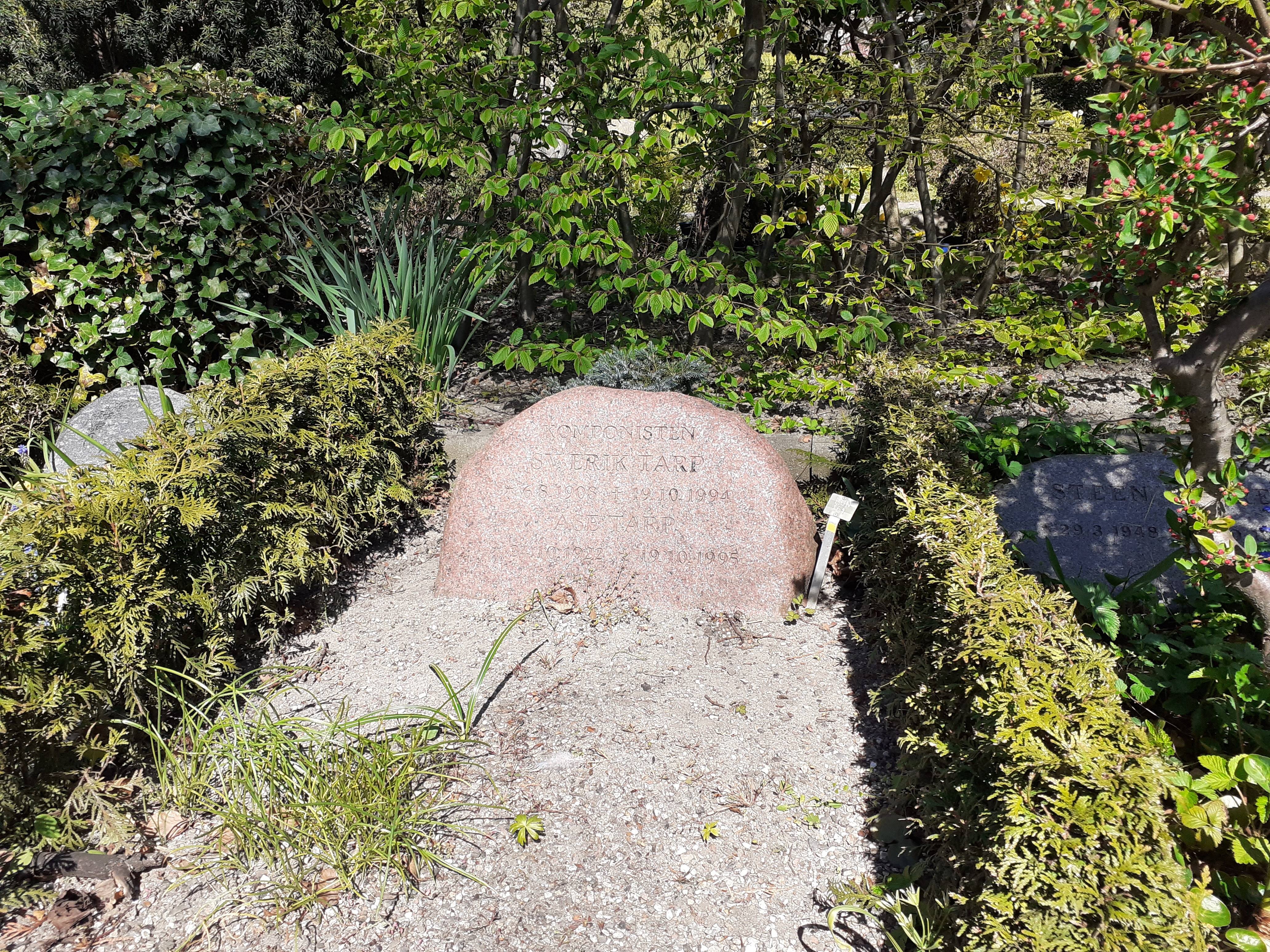
Svend Erik Tarp – Grabstätte auf dem Kopenhagener Holmens Kirkegård

Aufgewachsen in Kolding, studierte er bis 1930 an der Universität Kopenhagen bei Elof Nielsen und absolvierte 1932 das Königlich Dänische Konservatorium als Schüler von Knud Jeppesen und Rudolph Simonsen. Nach Studienaufenthalten in Deutschland, Österreich und Holland unterrichtete er von 1936 bis 1947 in Kopenhagen an der Opernakademie, am Konservatorium, an der pädagogischen Hochschule und an der Universität. Von 1941 bis 1960 war er beim Verlag Samfundet til Udgivelse af Dansk Musik (Gesellschaft zur Edition dänischer Musik)  beschäftigt. Er arbeitete unter anderem auch für die Koda, die Gesellschaft für Aufführungsrechte dänischer Musiker, an deren Spitze er von 1961 bis 1974 als Direktor stand. Zeitweise war er auch als Berater für den Dänischen Rundfunk tätig.
Im Gegensatz zu dänischen Komponisten seiner Generation wie Herman D. Koppel und Vagn Holmboe geriet Tarps Œuvre nach seinem Tod in Vergessenheit. Er hinterließ zwei Opern, zwei Ballette, zehn Sinfonien (1945–1992), Konzerte, Ouvertüren, Lieder, Chor-, Kammer-, Klavier- und Filmmusik. Prägend für ihn waren zunächst die französische Musik, die Gruppe Les Six und der Neoklassizismus. Es finden sich aber auch Einflüsse von Bartók, Strawinsky, Prokofjew und Schostakowitsch. Im Unterschied zum leichten, eleganten Frühwerk zeichnen sich seine späteren Kompositionen ab etwa 1950 zunehmend durch einen ernsteren Ton und eine starke Ausdruckskraft aus.
Svend Erik Tarp war ab 1954 mit der Maskenbildnerin Aase Gyrithe Rising (1922–1995) verheiratet. Seine Stieftochter war die Schauspielerin Lotte Tarp. Svend Erik Tarp starb im Alter von 86 Jahren. Seine Grabstätte befindet sich auf dem Holmens Kirkegård in Kopenhagen.

## Werke (Auswahl)

### Oper
- Prinsessen i det fierne (Die ferne Prinzessin) – Lyrische Oper (1953)
- 9,90 – TV-Oper (1962)

### Ballett
- Den Detroniserede dyretæmmer (Der entthronte Tierbändiger) – (1942/44)
- Skyggen (Der Schatten) – (1941/44; 1960)

### Orchesterwerke
- Concertino für Violine und Orchester op. 13 (1932)
- Suite über alte dänische Volkslieder op. 17 (1933)
- Concertino für Flöte und Orchester op. 30 (1938)
- Te Deum für Chor und Orchester op. 33 (1938/1945)
- Mosaik – Miniatursuite für Orchester op. 35 (1938/40)
- Lustspielouvertüre (1940)
- Klavierkonzert op. 39 (1944)
- 1. Sinfonie Divertente (1945)
- Pro Defunctis für Orchester (1944/45)
- 2. Sinfonie in Es op. 50 (1949)
- The Battle of Jericho für Orchester op. 51 (1949)
- Lustspielouvertüre til mit dukketeater op. 53 (1949)
- Lyrische Suite für Orchester op. 64 (1959)
- 3. Sinfonie quasi una fantasia op. 66 (1958/59)
- Kleine Festival-Ouvertüre op. 75 (1969)
- 4. Sinfonie op. 77 (1975)
- 5. Sinfonie op. 78 (1977)
- 6. Sinfonie op. 80 (1977)
- 7. Sinfonie Galaxy op. 81 (1977/78)
- 8. Sinfonie für Mädchenchor und Orchester op. 88 (1989)
- 9. Sinfonie (1990/91)
- 10. Sinfonie Tegn og Underlige Geninger (Zeichen und seltsame Werke) op. 91 (1992)

### Kammermusik
- Serenade für Flöte, Klarinette, Violine, Viola und Cello (1930/31)
- Tafelmusik für Flöte, Klarinette und Fagott (1932)
- Serenade op. 29b (1936)
- Duo op. 37 (1939)
- Streichquartett op. 76

### Klaviermusik
- Suite (1927/29)
- Improvisationen op. 21 (1934)
- Mosaik op. 31 (1938)
- Thema Carillon mit Variationen op. 43 (1944/45)
- Snap-Shots op. 45
- Sonatina 1–3 op. 48 (1945)
- Konfetti – 7 Stücke op. 52
- Jigsaw Puzzle op. 54 (1951)
- Sonata op. 60 (1956)

### Orgelmusik
- 4 Orgelstücke op. 87 (1982)

### Gesang
- Her har hjertet hjemme (1940)
- Missa Juvenalis op. 82 (1978/79)
- Requiem op. 83 (1980)

## Filmografie (Auswahl)
- 1958: Goldene Berge (Guld og grønne skove)
- 1960: Kein Pardon nach Mitternacht (Den sidste vinter)
- 1960: Glaube, Hoffnung und Zauberei (Tro, håb og trolddom)